# Ecuación diferencial parcial elíptica
En análisis matemático, una ecuación diferencial parcial elíptica es una ecuación en derivadas parciales tal que los coeficientes de las derivadas de grado máximo son positivos. Es la aplicación de un operador elíptico, un operador diferencial definido en un espacio de funciones que generaliza el operador laplaciano.

## Definición
A continuación se muestran varias definiciones que se aplican a diferentes contextos. A veces es conveniente trabajar con definiciones que son válidas solo en contextos específicos, en lugar de utilizar definiciones generales.

### Operador lineal elíptico
Un operador diferencial lineal {\displaystyle L} de orden {\displaystyle m} en un dominio {\displaystyle \Omega \subset \mathbb {R} ^{n}}:
{\displaystyle Lu=\sum _{|\alpha |\leq m}a_{\alpha }(x)\partial ^{\alpha }u\,}
se llama operador elíptico si para cada {\displaystyle {\vec {x}}\in \mathbb {R} ^{d}} distinto de cero se tiene que:
{\displaystyle \sum _{|\alpha |=m}a_{\alpha }(x){\vec {x}}^{\alpha }\neq 0\qquad \forall x\in \Omega \quad \forall m\in \mathbb {N} }
En muchas aplicaciones se requiere un requisito más estricto, la condición de elipticidad uniforme, que se aplica a los operadores de grado par:
{\displaystyle (-1)^{k}\sum _{|\alpha |=2k}a_{\alpha }(x){\vec {x}}^{\alpha }>C|{\vec {x}}|^{2k}\qquad k\in \mathbb {N} }
donde {\displaystyle C} es una constante positiva. Se observa que la elipticidad depende solo del término de grado máximo.

### Operador elíptico completamente no lineal
Un operador no lineal:
{\displaystyle L(u)=F(x,u,(\partial ^{\alpha }u)_{|\alpha |\leq 2k})\,}
es elíptico si su expansión de primer orden en serie de Taylor con respecto a {\displaystyle u} (y sus derivadas) son un operador lineal elíptico.

### Operador elíptico completamente no lineal de segundo orden independiente de las primeras derivadas
Una definición alternativa para los operadores de segundo orden no lineales es la dada por Caffarelli-Niremberg-Spruck:
Sea {\displaystyle {\mathcal {S}}} el espacio de matrices simétricas de dimensión {\displaystyle n\times n}. Si {\displaystyle \Omega \subset \mathbb {R} ^{n}} es un dominio regular y {\displaystyle F\colon {\mathcal {S}}\times \Omega \to R} es una función real, entonces, se dice que la función {\displaystyle F} es uniformemente elíptica si hay dos constantes {\displaystyle \lambda \leq \Lambda }, llamadas constantes de elipticidad, de modo que para cada {\displaystyle M\in {\mathcal {S}}} y {\displaystyle x\in \Omega } se verifica
{\displaystyle \lambda \Vert P\Vert \leq F(M+P,x)\leq \Lambda \Vert P\Vert ,\;\forall P\geq 0,}
donde {\displaystyle P\geq 0} se indica como una matriz simétrica, definita no negativa.
La función {\displaystyle F} define un operador diferencial de segundo orden, {\displaystyle O_{F}}, actuando sobre la matriz hessiana pareja en el ((punto {\displaystyle x}), punto {\displaystyle x}). Es decir, dada una función {\displaystyle u\colon \Omega \to R} en {\displaystyle C^{2}(\Omega )}, la acción del operador {\displaystyle O_{F}} se define como: {\displaystyle O_{F}(u)(x)=F(Hu(x),x),} donde {\displaystyle Hu} de la función u se indica con la matriz hessiana.

### Operador elíptico completamente no lineal que actúa sobre funciones entre variedades
En general, sea {\displaystyle D} un operador diferencial genérico (no lineal) definido en un fibrado vectorial. Reemplazar la derivada covariante con una nueva variable produce el símbolo {\displaystyle \sigma _{\vec {x}}(D)} del operador con respecto a la 1-forma {\displaystyle {\vec {x}}}.
El operador {\displaystyle D} es débilmente elíptico si {\displaystyle \sigma _{\vec {x}}(D)} es un isomorfismo lineal para cualquier campo de cobertura {\displaystyle {\vec {x}}} distinto de cero.
El operador {\displaystyle D} es fuertemente elíptico si para alguna constante {\displaystyle c>0}:
{\displaystyle ([\sigma _{\vec {x}}(D)](v),v)\geq c\|v\|^{2},}
para cada {\displaystyle \|{\vec {x}}\|=1} y para cada {\displaystyle v} del fibrado, siendo {\displaystyle (\cdot ,\cdot )} un producto interior.

## Operadores lineales de segundo orden
Considérense los operadores diferenciales parciales lineales de segundo orden de la forma:
{\displaystyle P\phi =\sum _{k,j}a_{kj}D_{k}D_{j}\phi +\sum _{\ell }b_{\ell }D_{\ell }\phi +c\phi ,}
donde {\displaystyle D_{k}={\frac {1}{\sqrt {-1}}}\partial _{x_{k}}}. Este operador es elíptico si para cada {\displaystyle x} la matriz de los coeficientes de los términos de orden máximo:
{\displaystyle {\begin{bmatrix}a_{11}(x)&a_{12}(x)&\cdots &a_{1n}(x)\\a_{21}(x)&a_{22}(x)&\cdots &a_{2n}(x)\\\vdots &\vdots &\ddots &\vdots \\a_{n1}(x)&a_{n2}(x)&\cdots &a_{nn}(x)\end{bmatrix}}}
es una matriz simétrica real definida positiva. En particular, para cada vector distinto de cero:
{\displaystyle {\vec {\xi }}=(\xi _{1},\xi _{2},\ldots ,\xi _{n})}
se cumple la siguiente condición de elipticidad:
{\displaystyle \sum _{k,j}a_{kj}(x)\xi _{k}\xi _{j}>0}
Para muchos usos, esta condición no es lo suficientemente fuerte y, por lo tanto, debe reemplazarse por una condición de elipticidad uniforme:
{\displaystyle \sum _{k,j}a_{kj}(x)\xi _{k}\xi _{j}>C|\xi |^{2},}
donde {\displaystyle C} es una constante positiva.
Si la matriz {\displaystyle A=(a_{k,j})_{k,j=0,\ldots ,n}=I}, donde {\displaystyle I} indica la matriz identidad, el vector {\displaystyle b_{l}=0} y la constante {\displaystyle c=0,} entonces el operador previamente definido {\displaystyle P} coincide con el operador laplaciano.

## Laplaciano
Un ejemplo importante de operador elíptico es el laplaciano. Ecuaciones de la forma:
{\displaystyle Pu=0}
se denominan ecuaciones diferenciales parciales de tipo elíptico si {\displaystyle P} es un operador elíptico. Las ecuaciones diferenciales parciales habituales que involucran el tiempo, como la ecuación del calor y la ecuación de Schrödinger, también contienen operadores elípticos que involucran variables espaciales, así como sus derivadas en función del tiempo. Los operadores elípticos son característicos de la teoría del potencial.
Sus soluciones, llamadas funciones armónicas, tienden a ser funciones suaves si los coeficientes del operador son continuos. Más simplemente, las soluciones estacionarias para las ecuaciones hiperbólicas y las ecuaciones parabólicas generalmente resuelven ecuaciones elípticas.
El opuesto del operador laplaciano en {\displaystyle \mathbb {R} ^{n}}, dado por:
{\displaystyle -\nabla ^{2}=\sum _{\ell =1}^{n}D_{\ell }^{2}}
es un operador uniformemente elíptico.

## Operador de Pucci
Una clase importante de operadores elípticos completamente no lineales es la de los operadores de Pucci.
Sea {\displaystyle \mathbb {S} } el espacio de matrices simétricas de dimensión {\displaystyle N\times N} y sea {\displaystyle \lambda \in \mathbb {R} } y {\displaystyle \Lambda \in \mathbb {R} } tales que {\displaystyle 0<\lambda \leq \Lambda }. Para cada {\displaystyle M\in {\mathcal {S}}}, los operadores de Pucci están bien definidos:
{\displaystyle {\mathcal {M}}_{\lambda ,\Lambda }^{-}(M)=\lambda \sum _{e_{i}>0}e_{i}+\Lambda \sum _{e_{i}<0}e_{i}}
y
{\displaystyle {\mathcal {M}}_{\lambda ,\Lambda }^{+}(M)=\Lambda \sum _{e_{i}>0}e_{i}+\lambda \sum _{e_{i}<0}e_{i},}
donde {\displaystyle e_{i}=e_{i}(M)} son los autovalores de la matriz {\displaystyle M}. Sea {\displaystyle {\mathcal {A}}_{\lambda ,\Lambda }\in {\mathcal {S}}} una matriz con autovalores en {\displaystyle [\lambda ,\Lambda ]}, entonces, indicando con {\displaystyle {\mathcal {tr}}(X)} la traza de una matriz {\displaystyle X}, para cada {\displaystyle A\in {\mathcal {A}}_{\lambda ,\Lambda }} el operador lineal está bien definido
{\displaystyle L_{A}(X)=\sum _{i,j=1}^{N}A_{i,j}X_{j,i}={\mathcal {tr}}(AX),}
para cada {\displaystyle X\in {\mathcal {S}}}. Dado que {\displaystyle M} es una matriz simétrica, es congruente a través de una matriz ortogonal {\displaystyle O} con una matriz diagonal {\displaystyle D} o {\displaystyle M=ODO^{T}}. Por tanto, {\displaystyle L_{A}(M)={\mathcal {tr}}(AODO^{T})={\mathcal {tr}}(O^{T}AOD)={\mathcal {tr}}(A'D)}, con {\displaystyle A'\in {\mathcal {A}}_{\lambda ,\Lambda .}} De donde se sigue que:
{\displaystyle {\mathcal {M}}_{\lambda ,\Lambda }^{-}(M)=\inf _{A\in {\mathcal {A}}_{\lambda ,\Lambda }}L_{A}(M)}
y
{\displaystyle {\mathcal {M}}_{\lambda ,\Lambda }^{+}(M)=\sup _{A\in {\mathcal {A}}_{\lambda ,\Lambda }}L_{A}(M)}
Además, si {\displaystyle F\colon \mathbb {S} \times \mathbb {R} \to \mathbb {R} } es un operador elíptico con constantes de elipticidad {\displaystyle \lambda } y {\displaystyle \Lambda }, tales que {\displaystyle F(0,x)=0}, entonces se cumple la siguiente propiedad fundamental:
{\displaystyle {\mathcal {M}}_{\lambda ,\Lambda }^{-}(M)\leq F(M,x)\leq {\mathcal {M}}_{\lambda ,\Lambda }^{+}(M).}
Por lo dicho, los operadores de Pucci se denominan operadores extremales o extremos.

### Propiedades
- {\displaystyle {\mathcal {M}}_{\lambda ,\Lambda }^{-}(M)\leq {\mathcal {M}}_{\lambda ,\Lambda }^{+}(M);}
- {\displaystyle \lambda '\leq \lambda \leq \Lambda \leq \Lambda '}, luego {\displaystyle {\mathcal {M}}_{\lambda ',\Lambda '}^{-}(M)\leq {\mathcal {M}}_{\lambda ,\Lambda }^{-}(M)} y {\displaystyle {\mathcal {M}}_{\lambda ',\Lambda '}^{+}(M)\geq {\mathcal {M}}_{\lambda ,\Lambda }^{+}(M);}
- {\displaystyle {\mathcal {M}}_{\lambda ,\Lambda }^{-}(M)=-{\mathcal {M}}_{\lambda ,\Lambda }^{+}(-M);}
- {\displaystyle {\mathcal {M}}_{\lambda ,\Lambda }^{\pm }(\alpha M)=\alpha {\mathcal {M}}_{\lambda ,\Lambda }^{\pm }(M)} para cada {\displaystyle \alpha \geq 0;}
- {\displaystyle {\mathcal {M}}_{\lambda ,\Lambda }^{+}(M)+{\mathcal {M}}_{\lambda ,\Lambda }^{-}(P)\leq {\mathcal {M}}_{\lambda ,\Lambda }^{+}(M+P)\leq {\mathcal {M}}_{\lambda ,\Lambda }^{+}(M)+{\mathcal {M}}_{\lambda ,\Lambda }^{+}(P);}
- {\displaystyle {\mathcal {M}}_{\lambda ,\Lambda }^{-}(M)+{\mathcal {M}}_{\lambda ,\Lambda }^{-}(P)\leq {\mathcal {M}}_{\lambda ,\Lambda }^{-}(M+P)\leq {\mathcal {M}}_{\lambda ,\Lambda }^{-}(M)+{\mathcal {M}}_{\lambda ,\Lambda }^{+}(P);}
- {\displaystyle P\geq 0} (definita positiva), luego {\displaystyle \lambda \Vert P\Vert \leq {\mathcal {M}}_{\lambda ,\Lambda }^{-}(P)\leq {\mathcal {M}}_{\lambda ,\Lambda }^{+}(P)\leq \Lambda \Vert P\Vert ;}
- {\displaystyle {\mathcal {M}}_{\lambda ,\Lambda }^{-}(M)} y {\displaystyle {\mathcal {M}}_{\lambda ,\Lambda }^{+}(M)} son operadores uniformemente elípticos con constantes de elipticidad {\displaystyle \lambda } y {\displaystyle N\Lambda }.[3]

## Teoremas de existencia de una solución
Para las ecuaciones definidas por operadores elípticos, existen varios teoremas de existencia. Las estrategias de demostración de estos teoremas se dividen en cuatro categorías principales. Siendo {\displaystyle T} un operador elíptico apropiado no necesariamente lineal actuando sobre un espacio funcional, la ecuación se puede escribir en la forma {\displaystyle T(u)=0} (donde {\displaystyle u} es la función desconocida), luego las estrategias se pueden resumir de la siguiente manera:
- Topológicas (punto fijo). Estas pruebas se basan en la disponibilidad del teorema del punto fijo en los espacios funcionales apropiados. Estos métodos consisten en definir un operador {\displaystyle T'} como {\displaystyle T'(u)=T(u)-u.} Entonces, la ecuación inicial se puede reescribir como {\displaystyle T'(u)=u} vinculando la solución de la ecuación a un problema de punto fijo.

- Variacionales (mínimo/máximo). Estas demostraciones se basan en la disponibilidad de teoremas de mínimos y máximos (similares al teorema de Weierstrass) para operadores que actúan en un espacio funcional adecuado, con valores en {\displaystyle \mathbb {R} }. Sea {\displaystyle t} una primitiva de {\displaystyle T}, es decir, un operador tal que su derivada de Fréchet sea {\displaystyle T}. Entonces, los puntos mínimo y máximo para {\displaystyle t} corresponden a las soluciones de la ecuación. Aunque existen soluciones que no corresponden a mínimos o máximos de la primitiva de {\displaystyle T}, estas soluciones son de gran interés porque son en cierto sentido soluciones estables (mínimos) e inestables (máximos).
- Lax-Milgram. Estas demostraciones se basan en el lema de Lax-Milgram. Sea {\displaystyle L} un operador elíptico lineal adecuado. Se puede escribir una gran clase de ecuaciones elípticas en la forma {\displaystyle L(u)=f,} siendo {\displaystyle u} una función desconocida y {\displaystyle f} una función conocida. Si el espacio en el que se busca la solución es un espacio de Hilbert, y por lo tanto está equipado con producto interior, si el operador {\displaystyle T} es simétrico con respecto a este producto y si {\displaystyle f} satisface las hipótesis adecuadas, entonces el lema de Lax-Milgram asegura la existencia de una solución.
- Aproximaciones en subespacios. Estas demostraciones se basan en rastrear el problema, a través de proyecciones, hasta una sucesión de problemas finitos en subespacios que son más fáciles de resolver, construyendo así una sucesión de soluciones que luego se demuestra que convergen a la solución del problema inicial.[4]

Algunas demostraciones, muy raramente, utilizan el teorema del paso de montaña para probar la existencia de una o más soluciones.
Debe tenerse en cuenta que estas estrategias a menudo prueban la existencia de soluciones débiles; en algunos casos, utilizando identidades como la de Pohozaev y desigualdades como la de Hölder se puede demostrar que la solución encontrada se encuentra en un espacio de Sóbolev {\displaystyle W^{k,p}}, con {\displaystyle k>{\frac {d}{p}},} donde {\displaystyle d} es el tamaño del espacio donde se está trabajando. Entonces, gracias a los teoremas de inmersión de Sóbolev, es posible probar que tales soluciones débiles corresponden a soluciones clásicas.
A continuación se presentan algunos resultados de la existencia de soluciones para ecuaciones elípticas particularmente importantes.

### Ecuaciones de Dirichlet no homogéneas
Dada la ecuación
{\displaystyle {\begin{cases}-\Delta u(x)=f(x),&\forall x\in \Omega ,\\u(x)=\varphi (x),&\forall x\in \partial \Omega ,\end{cases}}}
entonces bajo hipótesis apropiadas de regularidad del dominio {\displaystyle \Omega \subset \mathbb {R} ^{n}}, de la función {\displaystyle f\colon \Omega \to \mathbb {R} } y de la función {\displaystyle \varphi \colon \partial \Omega \to \mathbb {R} } se tiene la existencia y unicidad de la solución clásica.
Una solución, cuando existe, para el teorema de representación de Green es de la forma
{\displaystyle u(x)=\int _{\partial \Omega }u(y){\frac {\partial G}{\partial \nu }}(x,y)d\sigma (x)+\int _{\Omega }g(x,y)f(x)dx,}
donde {\displaystyle G\colon \Omega \times \Omega \to \mathbb {R} } es la función de Green del operador laplaciano en el dominio {\displaystyle \Omega }.
Sea {\displaystyle \xi \in \partial \Omega } un punto en el límite de {\displaystyle \Omega }, entonces una función {\displaystyle \omega =\omega _{\xi }} se llama barrera (con respecto al Laplaciano) en {\displaystyle \xi } en relación con {\displaystyle \omega } si
- {\displaystyle \Delta \omega (x)\geq 0} para cada {\displaystyle x} en {\displaystyle \Omega };
- {\displaystyle \omega >0} en {\displaystyle \Omega }.[6]

Se dice que un punto {\displaystyle \xi \in \partial \Omega } es regular (con respecto al laplaciano) si hay una barrera en ese punto.
En un dominio con contorno lipschitziano continuo, todos los puntos del borde son regulares.

#### Enunciado del teorema
Sea {\displaystyle \Omega } un dominio acotado y cada punto de {\displaystyle \partial \Omega } sea un punto regular (con respecto al laplaciano). Entonces, si {\displaystyle f} está acotada y es localmente hölderiana en {\displaystyle \Omega }, el problema de Dirichlet mencionado anteriormente admite una solución clásica y única {\displaystyle \varphi } para cada condición de frontera continua.

#### Corolario
Sea {\displaystyle \Omega } un dominio limitado regular (con respecto al Laplaciano), entonces existe una única solución, la solución clásica al problema Dirichlet ({\displaystyle f=0}).

## Ecuaciones semilineales
Dada la ecuación
{\displaystyle {\begin{cases}-\Delta u(x)=g(x,u(x)),&\forall x\in \Omega ,\\u(x)=\varphi (u),&\forall x\in \partial \Omega ,\end{cases}}}
entonces bajo hipótesis apropiadas de regularidad del dominio {\displaystyle \Omega \subset \mathbb {R} ^{n}}, de la función {\displaystyle g\colon {\bar {\Omega }}\times \mathbb {R} \to \mathbb {R} } y de la función {\displaystyle \varphi :\partial \Omega \to \mathbb {R} } se deduce la existencia y la unicidad de la solución clásica.

### Enunciado del teorema
Sea {\displaystyle \Omega \subset \mathbb {R} ^{n}} un conjunto abierto acotado con frontera regular y sea {\displaystyle g\colon {\bar {\Omega }}\times \mathbb {R} \to \mathbb {R} } una función continua que satisfaga las siguientes condiciones:
1. {\displaystyle \vert g(x,s)\vert \leq c\vert s\vert ^{p-1}+h}, donde {\displaystyle c} y {\displaystyle h} son dos constantes positivas y si {\displaystyle n=2} entonces {\displaystyle 2<p<\infty } y si {\displaystyle n>2} ahora {\displaystyle 2<p<{\frac {2n}{n-2}};}
2. {\displaystyle g(x,s)=o(\vert s\vert )} per {\displaystyle s\to 0}, uniformemente en {\displaystyle x;}
3. existe un {\displaystyle \alpha >2} y {\displaystyle r>0}, tal que para que {\displaystyle \vert s\vert >r} valga {\displaystyle 0<\alpha G(x,s)\leq sg(x,s)}, ({\displaystyle sg(x,s)>0}, para cada {\displaystyle s} con {\displaystyle \vert s\vert >0}), donde {\displaystyle G(x,s)=\int _{0}^{s}g(x,\tau )d\tau ;}

tiene una solución (débil) {\displaystyle u>0} en un espacio de Hilbert {\displaystyle H_{0}^{1}(\Omega )}. Además, si {\displaystyle g} es localmente hölderiana en {\displaystyle {\bar {\Omega }}\times \mathbb {R} }, entonces {\displaystyle u} es una solución clásica y positiva.
Las condiciones de este teorema a menudo se denominan condiciones de crecimiento subcríticas para la función {\displaystyle g}, donde el coeficiente de criticidad {\displaystyle q^{*}={\frac {2n}{n-2}}} es el coeficiente crítico de inmersión de los espacios de Sóbolev {\displaystyle W^{1,q}\hookrightarrow L^{q^{*}}} ({\displaystyle q^{*}} es el conjugado de {\displaystyle q}).